# Taylor Cub
El Taylor Cub fue diseñado originalmente por C. Gilbert Taylor como un avión utilitario pequeño, ligero y sencillo, evolucionado a partir del Arrowing Chummy. Es el antepasado del popular Piper J-3 Cub, y la producción total de la serie Cub fue de 23 512 aviones.

## Diseño y desarrollo
En 1930, con C.G. Taylor como ingeniero jefe, la Taylor Aircraft Company se embarcó en la producción de un avión tándem biplaza de baja potencia, denominado Taylor Cub. El Cub presentaba un diseño con alas montadas altas en el fuselaje, una cabina abierta, fuselaje tubular de acero recubierto de tela y alas de madera que utilizaban el perfil aerodinámico USA-35B. Originalmente estaba propulsado por un motor Brownback "Tiger Kitten" de 15 kW (20 hp). Dado que la joven cría del tigre se llama "cub" (cachorro), el contable de Taylor, Gilbert Hadrel, se inspiró para llamar al pequeño avión "The Cub".
El motor del "Tiger Kitten" rugía pero no era lo suficientemente potente como para propulsar al Cub. El 12 de septiembre de 1930, un vuelo de pruebas del Taylor Cub terminó abruptamente cuando el avión se salió de la pista; el motor de baja potencia no pudo levantar el monoplano a más de 5 pies (1,5 m) del suelo. En octubre, se instaló en el Cub un motor radial Salmson AD-9 producido en Francia, que ofrecía un buen rendimiento, pero cuyo mantenimiento era caro.
Finalmente, en febrero de 1931, Taylor presentó una célula mejorada del Cub, propulsada por el motor A40 de 27,6 kW (37 hp) recientemente desarrollado por Continental Motors. El nuevo Taylor E-2 Cub recibió el certificado de Categoría 2 o "Memo" 2-358 el 15 de junio de 1931 y obtuvo la licencia del Departamento de Comercio de Estados Unidos para su fabricación (más tarde se le otorgó el Certificado de Tipo Aprobado completo A-455 el 7 de noviembre). Se vendieron veintidós E-2 Cub durante 1931, al por menor por 1325 dólares; en 1935, el coste había aumentado a 1475 dólares, y al final de la producción en febrero de 1936, se habían construido 353 Cub en el aeropuerto de Emery, Bradford (Pensilvania).

## Variantes

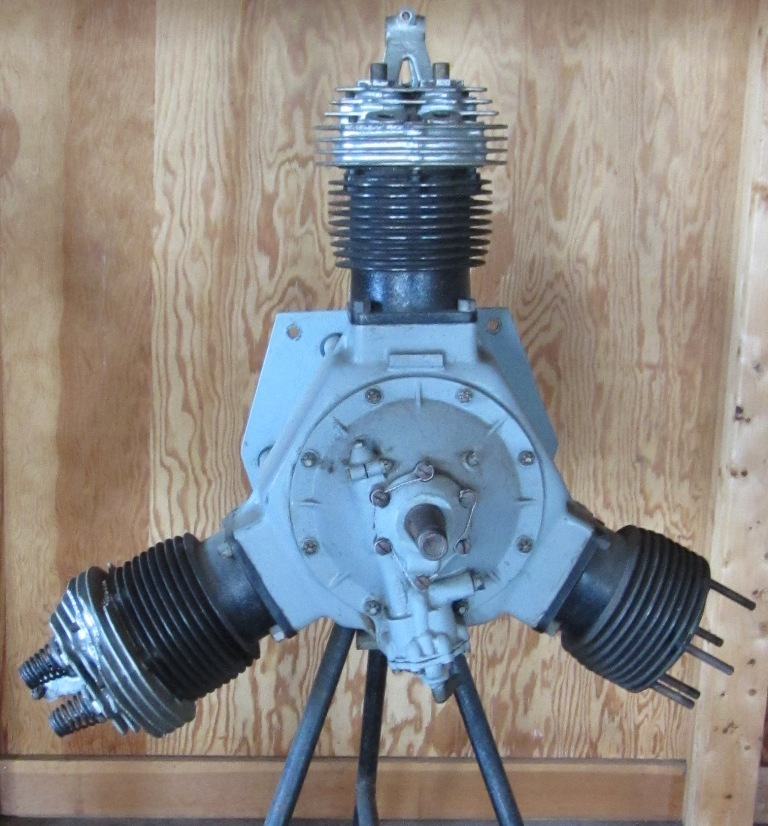
Un motor radial Szekely en exhibición.

E-2
El prototipo voló por primera vez en septiembre de 1930 con un motor Brownbach Tiger Kitten de 15 kW (20 hp), motor cambiado por el radial Salmson D-9 de 30 kW (40 hp) en octubre del mismo año. Aunque el D-9 tenía suficiente potencia para el E-2, era caro y estaba construido con medidas métricas, lo que habría causado problemas de mantenimiento.
E-2 Cub
Variante de producción del E-2 con el Continental A40-2 o, en producción posterior, el motor A40-3 mejorado, producido entre 1931 y 1936.
F-2
Los problemas persistentes con los primeros motores A40 del E-2 llevaron a la búsqueda de otros motores adecuados. La primera opción fue el Aeromarine AR-3-40, un motor radial de tres cilindros refrigerado por aire que producía 40 hp a 2050 rpm. El Cub propulsado por el Aeromarine fue designado F-2. Un avión equipado con flotadores fue designado F-2S. El Certificado de Tipo Aprobado A-525 se otorgó el 16 de febrero de 1934, y el F-2 tenía un precio inicial de 1495 dólares. Se fabricaron aproximadamente 33 ejemplares.
G-2
En otra búsqueda de un reemplazo para el A40, Taylor llegó al extremo de diseñar y construir su propio motor de 35 a 40 hp. Se instaló en el número de serie 149, matrícula X14756. El Cub con motor Taylor fue designado G-2. No se publicó ninguna información sobre este motor único y hoy no se conocen detalles. Con un nuevo motor, este avión se convertiría en el Taylor H-2.
H-2
El G-2 Cub fue rediseñado con un Szekely SR-3-35, otro motor radial de tres cilindros refrigerado por aire que producía 35 hp a 1750 rpm. El Cub con motor Szekely fue designado H-2. El Certificado de Tipo Aprobado A-572 se otorgó el 28 de mayo de 1935. Se convirtieron tres F-2 con este motor (números de serie 40, 66 y 74), para un total de cuatro H-2. En 1937, Beverly Dodge y un pasajero establecieron el récord de altitud femenino (16 800 pies) en un Taylor H-2 con motor Szekely.
J-2
El Taylor J-2 fue la versión final de la serie Cub bajo el nombre de Taylor, antes de que la compañía cambiara su nombre a Piper Aircraft en noviembre de 1937; la producción se había trasladado de Bradford a Lock Haven, Pensilvania, a principios de 1937, tras la destrucción de la fábrica de Bradford por un incendio.
Taylorcraft A
Cuando C.G. Taylor rompió con Taylor Aircraft y fundó la nueva compañía Taylor-Young, su primer avión, originalmente conocido como Taylor-Young Model A, era poco más que un refinado Cub con asientos lado a lado. Taylor-Young pronto cambió su nombre a Taylorcraft y el Model A se convirtió en el Taylorcraft A, el primero de la serie de Taylorcraft.

## Operadores

### Militares
Nicaragua

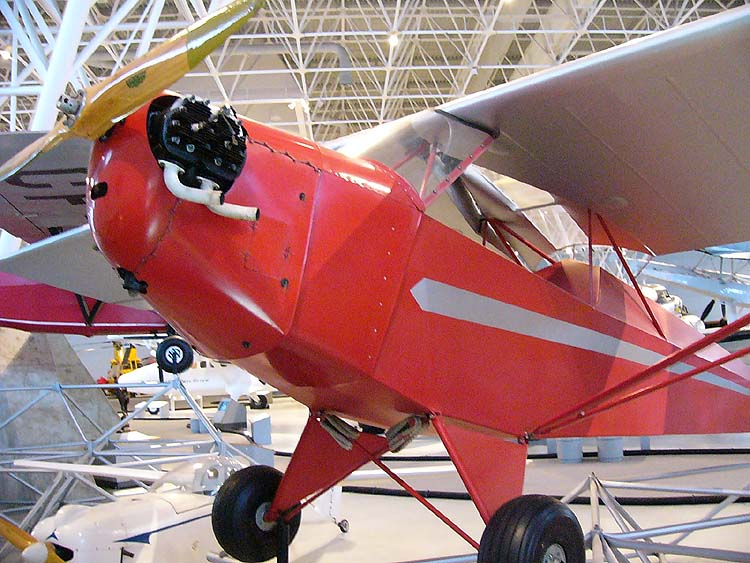
Taylor E-2 Cub en exhibición en el Canada Aviation and Space Museum en Ottawa, Ontario.

- Fuerza Aérea de Nicaragua: Un avión.

## Especificaciones (E-2 Cub)
Referencia datos: Milestones of the Air

### Características generales
- Tripulación: Uno (piloto)
- Capacidad: Un pasajero
- Longitud: 6,9 m (22,5 ft)
- Envergadura: 10,7 m (35,2 ft)
- Altura: 2 m (6,5 ft)
- Superficie alar: 17,1 m² (184,1 ft²)
- Peso vacío: 231 kg (509,1 lb)
- Peso máximo al despegue: 440 kg (969,8 lb)
- Planta motriz: 1× motor bóxer de 4 cilindros refrigerado por aire Continental A40-2.
  - Potencia: 26 kW (36 HP; 35 CV)
- Hélices: Bipala de paso fijo

### Rendimiento
- Velocidad máxima operativa (Vno): 130 km/h (81 MPH; 70 kt)
- Velocidad crucero (Vc): 110 km/h (68 MPH; 59 kt)
- Alcance: 362 km (195 nmi; 225 mi)
- Techo de vuelo: 3700 m (12 139 ft)
- Régimen de ascenso: 2 m/s (394 ft/min)
- Carga alar: 29 kg/m² (5,9 lb/ft²)
- Potencia/peso: 0,066 kW/kg (0,04 hp/lb)

## Aeronaves relacionadas

### Desarrollos relacionados
- EAY-201
- Taylor Bird
- Taylor J-2 Cub
- Piper J-3 Cub

### Aeronaves similares
- Aeronca C-2

### Secuencias de designación
- Secuencia Alfanumérica (interna de Piper): F-2 - J-2 - J-3 - J-4 →